# Roberto Sojo Serrano
Roberto Sojo es un exjugador de rugby español. Su posición habitual en el campo era de apertura aunque también jugó en las posiciones de centro o ala.
Formado como jugador en la cantera del Universidad de Granada Rugby pasó a formar parte de la primera plantilla del equipo universitario en el paso a categoría sénior llegando a ser el capitán del primer equipo en División de Honor "B". Tras el descenso de categoría del equipo granadino en la temporada 2007-2008, decide probar fortuna en otro equipo alejado de su ciudad natal y se enrola en las filas del Helvetia Rugby sevillano acompañado de viejos compañeros de equipo como Pedro Martínez o Gavioto.
A lo largo de su carrera deportiva ha sido incluido en las selección autonómica andaluza en categorías inferiores y en su etapa sénior ha sido llamado por los seleccionadores de rugby a 15 y de rugby a seven.
Con el inicio del profesionalismo del rugby español gracias a la creación de la Liga Superibérica Sojo pasa a integrar la plantilla del Sevilla Fútbol Club Andalucía Rugby con el que debutó en la posición de medio melé durante los últimos minutos del encuentro que supuso el debut de los andaluces en su feudo el día 8 de mayo de 2009 contra Els Mariners.